# 山科忠言
山科忠言（やましな ただとき、宝暦12年（1762年）閏4月19日 - 天保4年（1833年）2月26日）は、江戸時代後期の公卿。

## 官歴
- 安永3年（1774年）：従五位上、内蔵頭
- 安永6年（1777年）：正五位下
- 安永8年（1779年）：従四位下、左近権少将
- 天明元年（1781年）：従四位上、右近権中将
- 天明4年（1784年）：正四位下
- 天明7年（1787年）：従三位
- 寛政3年（1791年）：正三位
- 寛政9年（1797年）：参議
- 寛政11年（1799年）：右兵衛督
- 寛政12年（1800年）：従二位、東照宮奉幣使、権中納言
- 享和2年（1802年）：右衛門督、踏歌節会外弁
- 享和3年（1803年）：使別当
- 文化元年（1804年）：正二位
- 文化9年（1812年）：権大納言
- 文化11年（1814年）：武家伝奏
- 天保4年（1833年）：従一位

## 系譜
- 父：山科敬言
- 母：冷泉為村の娘
- 子：山科言知
- 子：油小路隆道